# Pineimuta River
Pineimuta River är ett vattendrag i Kanada.   Det ligger i provinsen Ontario, i den sydöstra delen av landet, 1 200 km nordväst om huvudstaden Ottawa.
I omgivningarna runt Pineimuta River växer i huvudsak barrskog. Trakten runt Pineimuta River är nära nog obefolkad, med mindre än två invånare per kvadratkilometer.